# 광양태금중학교
광양태금중학교는 전라남도 광양시 태인동에 있었던 공립 중학교이다.

## 연혁
- 1975년 3월 15일 : 개교
- 2011년 2월 28일 : 36년만에 폐교

## 폐교 사유
공단으로 둘러싸인 주변 환경 및 학교 건물의 붕괴 위험으로 인한 학습권 침해로 인하여 폐교되었다.